# REALOVE:REALIFE
《REALOVE:REALIFE》（リアラブ・リアライフ）是聲優團體sphere的第4張單曲。在2010年4月21日由Lantis發行。

## 概要
- 分2種類型發行分別初回限定盤DVD和通常盤。

## 收錄曲

### 通常盤
1. REALOVE:REALIFE
  - 作詞：畑亞貴；作曲、編曲：黑須克彥
  - 電視動畫《最後大魔王》主題歌
2. - 作詞：rino；作曲：瀬名；編曲：大野宏明
3. REALOVE:REALIFE（Instrumental）
4. (instrumental)

### DVD（初回限定盤）
1. REALOVE:REALIFE (Music Clip)

## 相關項目
- 最後大魔王

## 資料來源
1. ↑  .   [2010-03-20]. （原始内容存档于2010-01-09）.

## 外部連結
- Pl@net sphere（页面存档备份，存于）（sphere 官方網站）